# Heligmonevra tsacasi
Heligmonevra tsacasi är en tvåvingeart som beskrevs av Joseph och Parui 1987. Heligmonevra tsacasi ingår i släktet Heligmonevra och familjen rovflugor. Inga underarter finns listade i Catalogue of Life.